# 千代川村 (茨城県)
千代川村（ちよかわむら）は、茨城県にあった村である。2006年1月1日に下妻市に編入されて廃止された。

## 地理
- 町の中心を鬼怒川が、町の東端を小貝川が流れる。

### 隣接していた自治体
- つくば市
- 下妻市
- 結城郡八千代町
- 結城郡石下町

## 歴史

### 村名の由来
江連用水再興工事竣工の際に幕府御普請惣見廻役・市村宗四郎が詠んだ「樋開や　豊田郡の　千代の水」による。

### 年表
- 1913年（大正2年）11月1日 - 常総鉄道（現在の常総線）が開業。
- 1955年（昭和30年）1月1日 - 宗道村、蚕飼村、大形村が合併して発足。
- 1970年（昭和45年）4月1日 - 国道294号が制定。
- 1995年（平成7年）3月23日 - 常総バイパスが開通。
- 2006年（平成18年）1月1日 - 下妻市に編入。同日千代川村廃止。

### 行政区域変遷
- 変遷の年表

| 千代川村村域の変遷（年表） | 千代川村村域の変遷（年表） | 千代川村村域の変遷（年表） |
| 年                         | 月日                       | 旧千代川村域に関連する行政区域変遷 |
| -------------------------- | -------------------------- | --- |
| 1889年（明治22年）         | 4月1日                     | 町村制施行により、以下の町村がそれぞれ発足。 - 豊田郡 - 宗道村 ← 田下村・下栗村・本宗道村・新宗道村・渋田村・伊古立村・長萱村・唐崎村・見田村 - 玉村 ← 羽子村・小保川村・原宿村・若宮戸村・原村 - 蚕飼村 ← 大園木村・鯨村 - 岡田郡 - 大形村 ← 鎌庭村・五箇村・別府村・皆葉村・村岡村 |
| 1896年（明治29年）         | 4月1日                     | 豊田郡・岡田郡は結城郡に編入。 |
| 1954年（昭和29年）         | 10月10日                   | 玉村の一部（羽子・原）は宗道村に編入。 |
| 1955年（昭和30年）         | 1月1日                     | 宗道村・蚕飼村・大形村とともに合併し千代川村が発足。 |
| 2006年（平成18年）         | 1月1日                     | 千代川村は下妻市に編入され、消滅。 |

- 変遷表

| 千代川村域の変遷表 | 千代川村域の変遷表 | 千代川村域の変遷表 | 千代川村域の変遷表 | 千代川村域の変遷表          | 千代川村域の変遷表            | 千代川村域の変遷表      | 千代川村域の変遷表          | 千代川村域の変遷表 |
| 1868年 以前        | 1868年 以前        | 1868年 以前        | 明治22年 4月1日    | 明治22年 - 昭和19年         | 昭和20年 - 昭和64年           | 昭和20年 - 昭和64年     | 平成元年 - 現在             | 現在               |
| ------------------ | ------------------ | ------------------ | ------------------ | --------------------------- | ----------------------------- | ----------------------- | --------------------------- | ------------------ |
| 豊田郡             |                    | 田下村             | 宗道村             | 明治29年4月1日 結城郡に編入 | 宗道村                        | 昭和30年1月1日 千代川村 | 平成18年1月1日 下妻市に編入 | 下妻市             |
| 豊田郡             | 下栗村             |                    | 宗道村             | 明治29年4月1日 結城郡に編入 | 宗道村                        | 昭和30年1月1日 千代川村 | 平成18年1月1日 下妻市に編入 | 下妻市             |
| 豊田郡             | 本宗道村           |                    | 宗道村             | 明治29年4月1日 結城郡に編入 | 宗道村                        | 昭和30年1月1日 千代川村 | 平成18年1月1日 下妻市に編入 | 下妻市             |
| 豊田郡             | 新宗道村           |                    | 宗道村             | 明治29年4月1日 結城郡に編入 | 宗道村                        | 昭和30年1月1日 千代川村 | 平成18年1月1日 下妻市に編入 | 下妻市             |
| 豊田郡             | 渋田村             |                    | 宗道村             | 明治29年4月1日 結城郡に編入 | 宗道村                        | 昭和30年1月1日 千代川村 | 平成18年1月1日 下妻市に編入 | 下妻市             |
| 豊田郡             | 伊古立村           |                    | 宗道村             | 明治29年4月1日 結城郡に編入 | 宗道村                        | 昭和30年1月1日 千代川村 | 平成18年1月1日 下妻市に編入 | 下妻市             |
| 豊田郡             | 長萱村             |                    | 宗道村             | 明治29年4月1日 結城郡に編入 | 宗道村                        | 昭和30年1月1日 千代川村 | 平成18年1月1日 下妻市に編入 | 下妻市             |
| 豊田郡             | 唐崎村             |                    | 宗道村             | 明治29年4月1日 結城郡に編入 | 宗道村                        | 昭和30年1月1日 千代川村 | 平成18年1月1日 下妻市に編入 | 下妻市             |
| 豊田郡             | 見田村             |                    | 宗道村             | 明治29年4月1日 結城郡に編入 | 宗道村                        | 昭和30年1月1日 千代川村 | 平成18年1月1日 下妻市に編入 | 下妻市             |
| 豊田郡             |                    | 羽子村             | 玉村の 一部        | 明治29年4月1日 結城郡に編入 | 昭和29年10月10日 宗道村に編入 | 昭和30年1月1日 千代川村 | 平成18年1月1日 下妻市に編入 | 下妻市             |
| 豊田郡             | 原村               |                    | 玉村の 一部        | 明治29年4月1日 結城郡に編入 | 昭和29年10月10日 宗道村に編入 | 昭和30年1月1日 千代川村 | 平成18年1月1日 下妻市に編入 | 下妻市             |
| 豊田郡             |                    | 大園木村           | 蚕飼村             | 明治29年4月1日 結城郡に編入 | 蚕飼村                        | 昭和30年1月1日 千代川村 | 平成18年1月1日 下妻市に編入 | 下妻市             |
| 豊田郡             | 鯨村               |                    | 蚕飼村             | 明治29年4月1日 結城郡に編入 | 蚕飼村                        | 昭和30年1月1日 千代川村 | 平成18年1月1日 下妻市に編入 | 下妻市             |
| 岡田郡             |                    | 鎌庭村             | 大形村             | 明治29年4月1日 結城郡に編入 | 大形村                        | 昭和30年1月1日 千代川村 | 平成18年1月1日 下妻市に編入 | 下妻市             |
| 岡田郡             | 五箇村             |                    | 大形村             | 明治29年4月1日 結城郡に編入 | 大形村                        | 昭和30年1月1日 千代川村 | 平成18年1月1日 下妻市に編入 | 下妻市             |
| 岡田郡             | 別府村             |                    | 大形村             | 明治29年4月1日 結城郡に編入 | 大形村                        | 昭和30年1月1日 千代川村 | 平成18年1月1日 下妻市に編入 | 下妻市             |
| 岡田郡             | 皆葉村             |                    | 大形村             | 明治29年4月1日 結城郡に編入 | 大形村                        | 昭和30年1月1日 千代川村 | 平成18年1月1日 下妻市に編入 | 下妻市             |
| 岡田郡             | 村岡村             |                    | 大形村             | 明治29年4月1日 結城郡に編入 | 大形村                        | 昭和30年1月1日 千代川村 | 平成18年1月1日 下妻市に編入 | 下妻市             |

## 特産品
- 千石きゅうり（県の銘柄指定）

## 教育
- 千代川中学校
- 大形小学校
- 宗道小学校
- 蚕飼小学校

## 交通
自家用車の所有率が高く、1世帯あたりの自動車平均保有台数は合併直前の数値で3.929台（一家に約4台所有）と全国でもトップであった（自動車税制改革フォーラム調べ）。

### 鉄道
- 関東鉄道
  - ■常総線
    - 宗道駅

### 路線バス
- JRバス関東南筑波線（土浦駅 - 下妻上町）
- 関鉄パープルバス（石下駅 - 下妻駅）

### 道路
- 一般国道
  - 国道294号
- 主要地方道
  - 茨城県道56号つくば古河線
- 一般県道
  - 茨城県道129号下妻水海道線
  - 茨城県道217号皆葉崎房線
  - 茨城県道333号宗道停車場線
  - 茨城県道357号谷和原下館線

## 名所
- 筑波サーキット